# Fortschrittliche Bürgerpartei
De Progressieve Burgerpartij (Duits: Fortschrittliche Bürgerpartei, FBP) is een politieke partij in Liechtenstein. De partij werd in 1918 opgericht. De FBP behaalde bij de verkiezingen van 2017 9 van de 25 zetels in de Landdag, het Liechtensteinse parlement. Daarmee is het de grootste partij van Liechtenstein. 

## Geschiedenis
Ten tijde van de Eerste Wereldoorlog bestonden er geen echte partijen in Liechtenstein. De politiek werd gestimuleerd door de kranten. Voorloper van de Fortschrittliche Bürgerpartei was het Liechtensteiner Volksblatt. In 1918 is de Fortschrittliche Bürgerpartei opgericht, maar de eerste uitgave van het Liechtensteiner Volksblatt dateert van 16 augustus 1878. Onder druk van het ontstaan van de Oberrheinische Nachrichten (nu de Christlich-Soziale Volkspartei) is de politieke partij opgericht. 
De partij is in die tijd onder erbarmelijke omstandigheden opgericht. Van banken en welvaart was geheel geen sprake. De partij is geheel opgericht door boeren uit het Oberland van Liechtenstein. De partijleden wilden hervormingen om het leven aangenamer te maken, immers de Eerste Wereldoorlog had veel schade toegebracht aan het land. Deze partij heeft ervoor gezorgd dat Liechtenstein in 1918 van indirecte verkiezingen overging naar directe verkiezingen.